# Michael Thanhoffer
Michael Clemens Maria Thanhoffer (* 3. Februar 1949 in Wien; † 12. Juni 2020 ebenda) war ein österreichischer Pädagoge und Sachbuchautor. 

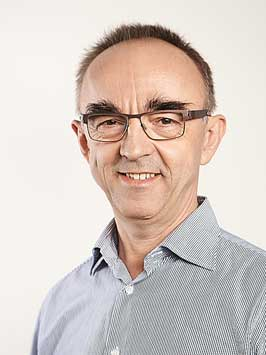
Michael Thanhoffer (2010)

## Leben
Michael Thanhoffer war seit 1978 als Trainer, Berater und Entwickler im kommerziellen und nichtkommerziellen Bereich sowie als Buchautor und Dozent für Betriebsführung und Kreativität tätig.
1980 wurde Thanhoffer mit einer Dissertation über die Möglichkeiten und Bedeutung des Sports in der Therapie adipöser Kinder promoviert. Er gestaltete in Zusammenarbeit mit der Universitätskinderklinik Wien die Entwicklung und pädagogische Leitung der Adipositas-Therapieferien.
1997 gründete Thanhoffer gemeinsam mit seiner Frau Karin Eichhorn-Thanhoffer eine Beratungsfirma in Wien. Er arbeitet im Auftrag kommerzieller Organisationen und führt in der eigenen Praxis Veranstaltungen und Schulungsmaßnahmen durch.

## Schriften
- Bewegung für die Gruppe, R. Rabenstein, G. Reichel, Münster Ökotopia Verlag 1987. 12. Auflage; Vergriffen;Polnisch: Warszawa: Klanza Verlag 1994; Dänisch: Gråsten: Drama Teaterforlaget 1986; ISBN 978-3925169076
- Kreativ unterrichten; Möglichkeiten ganzheitlichen Lernens, R. Rabenstein, R. Reichel, Münster: Ökotopia Verlag 1992 Polnisch: Lublin: Klanza Verlag 1997; ISBN 978-3925169397
- Alles Gute! Zündende Geschenke für Feten und Feste, Münster: Ökotopia Verlag 1992; ISBN 978-3925169458
- Sag beim Abschied… – Spiele, Materialien und Methoden für Schlussphasen in der Gruppenarbeit, U. Baer, E. Freitag-Becker, H. Bücken; Seelze: Kallmeyer 1998; ISBN 978-3780058126
- Das Methoden-Set; 5 Bücher für Referenten und SeminarleiterInnen, R. Rabenstein, Reichel, Ökotopia Verlag. 14. Auflage 2009, Münster 1985, ISBN 978-3925169212
- Ich mach's auf meine Art – Gruppen leiten mit Stil und Stärke; Trainingskompetenz system(at)isch entwickeln; M. Thanhoffer, K. Eichhorn-Thanhoffer, Ökotopia Verlag. Münster 2002. ISBN 978-3936286021
- Kreatives Projektmanagement, Mit Projektinszenierung innovative Ergebnisse fördern; Ralf-Rüdiger Faßbender, M. Thanhoffer, Gabler Verlag. November 2011, ISBN 978-3834922922
- Denkblock-ADE (Kartenbox); Mit Assoziations-Bildkarten jederzeit die optimale Methode finden. Für Coaches, TrainerInnen & (Selbst-)BeraterInnen; M. Thanhoffer; Ökotopia Verlag 2014; ISBN 978-3-86702-294-1